# Starec (mnich)
Starec (z ruského стаҏец, česky kmet) je v ruské tradici zkušený (většinou pravoslavný) mnich, který je schopen duchovně vést jak mnichy, tak laiky. Vyznačuje se přísným životem a dlouhodobou praxí. Lidé se na něj obracejí se svými problémy. Pokud se jej někdo rozhodne následovat, zpravidla se vzdává vlastní vůle a napodobuje způsob starcova života.

## Historie

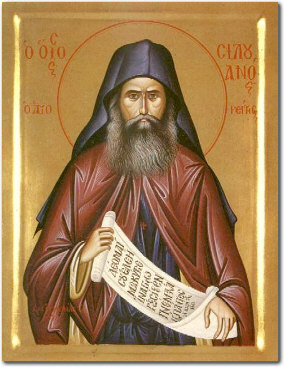
Ikona svatého Silvána, athoského starce

Postavy asketických duchovních vůdců se v křesťanství objevují jako eremité (poustevníci) od 3.-4. století. Pro pravoslavnou církev měly velký význam kláštery na hoře Athos. V nejvýznamnějších pravoslavných klášterech (například Kyjevskopečerská lávra u Kyjeva) patrně působili starci už od 12. století, koncem 14. století se do severního Ruska (například Trojicko-sergijevská lávra u Moskvy) rozšířil vliv hésychysmu, zvláštní větve asketické mystiky, pěstované na hoře Athos. Významnými představiteli byli Gregorios Palamas, Řehoř Sinaita a tak zvaní zavolžští starci, Pavel Obnorský, Nil Sorský a jejich žáci. Počátkem 16. století však převládla jiná představa mnišského života, reprezentovaná Josifem Volockým. Tradici zavolžských starců znovu oživil moldavský archimandrita Paisij Veličkovskij (1722-1794), který pozvolna ovlivnil i kláštery ve středním a severním Rusku. Roku 1828 převládl jeho vliv i v klášteře Optina Pustyň v kalužské oblasti, který pak hrál klíčovou roli ve vývoji ruského pravoslaví v 19. století. Do kláštera pravidelně dojížděli lidé jako Ivan Kirejevskij, Vladimir Sergejevič Solovjov, Konstantin Nikolajevič Leonťjev, Nikolaj Vasiljevič Gogol nebo  Fjodor Michajlovič Dostojevskij, který zde našel inspiraci pro portrét starce Zosimy v románu Bratři Karamazovi. Mezi živé nositele tradic starců patřil také sv. Serafim Sarovskij.

## Obraz v literatuře
O životě starců pojednává část románu F. M. Dostojevského Bratři Karamazovi, kde se původně jeden z hrdinů, Aljoša Karamazov, u starce Zosimy připravuje na duchovní dráhu, kterou však po jeho smrti opouští.